# Kerosinsteuer
Die Kerosinsteuer ist eine Verbrauchsteuer auf Flugtreibstoff in der gewerblichen Luftfahrt. In der Europäischen Union bildet die EG-Energiesteuerrichtlinie (2003/96/EG) vom 27. Oktober 2003 die Rechtsgrundlage, die den nationalen Regierungen die Möglichkeit zur Einführung einer Steuer auf Turbinenkraftstoff u. a. für kommerzielle Inlandsflüge einräumt. Derzeit ist der kommerzielle Kerosinverbrauch nach der Gesetzgebung aller Mitgliedstaaten der Europäischen Union steuerfrei (Stand: 2018).

## Große Bedeutung von Kerosin
Große Flächenflugzeuge und fast alle Helikopter fliegen mit Turbinenantrieb und werden mit Kerosin verschiedener Spezifikationen betrieben. Der Großteil des Personen- und Güterluftverkehrs sowie Militärflug erfolgt auf diese Weise.
Laut Statista betrug der Anteil der Kerosinkosten an den operativen Gesamtkosten der weltweiten Airlines 2019 knapp 24 % und ist damit einer der größten Kostenblöcke einer Airline. Fluggesellschaften haben also eine intrinsische Motivation treibstoffeffizienter zu operieren. Zwischen 1990 und 2018 ist der Kerosinverbrauch der deutschen Flugzeugflotte von etwa 6,3 Litern pro Passagier und 100 km auf knapp 3,6 Liter pro Passagier und 100 km gesunken.

## Die Kerosinsteuer als Lenkungsabgabe

### Schäden durch den Luftverkehr
Bei der Verbrennung von 1 kg Kerosin entstehen laut Umweltbundesamt ca. 3,15 kg CO2. Darüber hinaus werden weitere in Reiseflughöhen besonders klimarelevante Stoffe wie u. a. Wasserdampf, Stickoxide, Schwefeloxide und Partikel emittiert.
Diese Emissionen und andere Effekte des Luftverkehrs haben Auswirkungen auf die Umwelt. Die Umwelt- und sonstigen Schäden (sogenannte externe Kosten) des Luftverkehrs werden durch den Kerosinpreis nicht abgebildet. Diese Schäden beliefen sich im Personenluftverkehr, nach Methodenkonvention des Umweltbundesamts aus dem Jahr 2016, für Kontinentalflüge unterhalb 2000 km auf 8,33 Euro-Cent pro Personenkilometer. Nach einer Infrasstudie waren es 2017 bei Flügen innerhalb Deutschlands 12,04 ct pro Personenkilometer; die Schäden verteilten sich wie folgt:
- 56 % – Klimaschäden
- 21 % – vor- und nachgelagerten Prozesse (Bereitstellung von Flugzeugen, Infrastruktur, Aufbereitung der Treibstoffe)
- 16 % – Emission anderer Luftschadstoffe
- 05 % – Lärm.

Kürzere Flüge gehen mit überproportional größeren Schäden einher. Im Güterluftverkehr betrugen die reinen Umweltkosten (ohne Lärmkosten) im Jahr 2017, nach einem Bericht des Umweltbundesamtes, 30 bis 60 ct pro Tonnenkilometer.
Das Umweltbundesamt bezifferte die Schäden, die durch eine im Jahr 2020 emittierte Tonne CO2 entstehen, auf 195 Euro.

### Kerosinsteuer und andere marktbasierte Instrumente
Soweit Schäden proportional mit dem Kerosinverbrauch steigen, gilt es ökonomisch als effizient, diese Kosten nach dem Verursacherprinzip in Form einer Kerosinsteuer in den Treibstoffpreis einzubeziehen. Das Preissignal soll einen Lenkungseffekt hin zu weniger Emissionen bewirken. Alternative Instrumente wie eine Luftverkehrsteuer (Flugticketabgabe), die in einigen Staaten auch mit dem Ziel einer Reduzierung der Umweltbelastung durch den Personenluftverkehr eingeführt wurde, gelten als weniger effektiv. So wirkt z. B. eine merkliche Luftverkehrsteuer, wenn sie auf die Passagiere überwälzt wird, auf die Buchung kürzerer und weniger Flüge hin. Sie setzt aber keinen zusätzlichen Anreiz zu einem kerosinsparenden Luftverkehr. Manche Schäden, etwa infolge von Lärm im Umfeld von Flughäfen, hängen kaum mit dem Kerosinverbrauch zusammen und werden oft durch andere umweltpolitische Instrumente erfasst, etwa durch nach Uhrzeit oder Flugzeugtyp differenzierte Start- und Landegebühren. Soweit höhere Kerosinpreise die Nachfrage nach Flügen mindern, wirken sie aber auch solchen externen Schäden entgegen.
Höhere Treibstoffkosten durch Kerosinbesteuerung, die auf einzelne Länder und Regionen beschränkt ist, können aber zu Ausweicheffekten und damit einhergehend einer Verminderung der Steuerlast führen. Sind auf mittleren und kurzen Strecken in einem Land die Treibstoffkosten deutlich geringer, kann es sich lohnen, Flugzeuge dort mehr Treibstoff an Bord nehmen zu lassen als für den Flug nötig (Tankering). Durch das zusätzliche Gewicht steigt der Treibstoffverbrauch und die damit verbundene Umweltbelastung, die effektive Wirkung der Kerosinsteuer sinkt. Zudem könnte sich, besonders in grenznahen Regionen, Flugverkehr in Staaten mit günstigeren Bedingungen verlagern. Auch dies würde dem Lenkungseffekt der Kerosinsteuer entgegenwirken.
Innerhalb des Europäischen Wirtschaftsraumes werden speziell die CO2-Emissionen  – die etwa die Hälfte der Klimawirkung und damit laut Infras etwas mehr als ein Viertel der Luftverkehrsschäden verursachen –  seit 2012 durch den EU-Emissionshandel erfasst. Luftfahrzeugbetreiber müssen für die meisten Flüge eine der emittierten Menge CO2 entsprechende Zahl von Emissionszertifikaten abgeben. Für den Luftverkehr gibt es eigene Zertifikate (European Union Aviation Allowances, EUAA) und eine eigene Obergrenze ausgegebener Zertifikate (cap), die bis 2064 linear auf Null sinken soll. Teilnehmer am Markt für diese Luftverkehrszertifikate können für einen Teil ihrer Emissionen auch Zertifikate aus dem Markt für stationäre Anlagen (zum Beispiel Kraftwerke) vorlegen, aber nicht umgekehrt; das schwächt das cap im Luftverkehr. Insgesamt 85 % der Zertifikate werden den Betreibern kostenlos zugeteilt, 12 % versteigert. Einnahmen aus der Versteigerung kommen dem Luftverkehr zugute. Die Preise für EUAA bewegten sich lange zwischen 5 und 10 Euro, 2018 stiegen sie auf über 20 Euro.
Für einen Teil der CO2-Emissionen des internationalen Luftverkehrs wird das von der ICAO initiierte CORSIA-Programm (Carbon Offsetting and Reduction Scheme for International Aviation) eingeführt. CORSIA ist ein Klimakompensations-Mechanismus auf internationaler Ebene, der 2021 mit einer Pilotphase beginnen soll. Für jede Tonne CO2, die über das Niveau des Jahres 2019 hinaus zusätzlich ausgestoßen wird, muss ein Luftfahrzeugbetreiber ein Offset-Zertifikat kaufen, das zum Beispiel aus Klimaschutzprojekten stammen kann und – soweit dadurch zusätzlich und dauerhaft die gleiche Emissionsmenge an anderer Stelle vermieden oder gespeichert wird – die Emissionen ausgleicht. Ziel ist ein „CO2-neutrales Wachstum“ des von CORSIA erfassten Luftverkehrs. Es wird geschätzt, dass CORSIA zu einem Ausgleich von etwa 12 % der weltweiten CO2-Emissionen zwischen 2020 und 2030 führen wird. Zu Emissionsreduktionen würde es durch CORSIA nicht kommen.
CO2-Neutralität ist nicht gleichbedeutend mit Klimaneutralität. Nach aktuellem wissenschaftlichen Kenntnisstand machen die CO2-Emissionen wahrscheinlich etwa die Hälfte der Klimawirkung des Luftverkehrs aus. Unter Berücksichtigung der übrigen Klimawirkung wird mit wachsendem Luftverkehr der durch ihn verursachte Strahlungsantrieb und damit die Erwärmung weiter zunehmen. Die bislang vorgesehenen Klimaschutzmaßnahmen bringen den Luftverkehr nicht auf einen Emissionspfad, der im Einklang mit dem Zwei-Grad-Ziel oder 1,5-Grad-Ziel steht.

## Aktueller Stand der Kerosinbesteuerung

### Internationale Abkommen zur Kerosinsteuerbefreiung

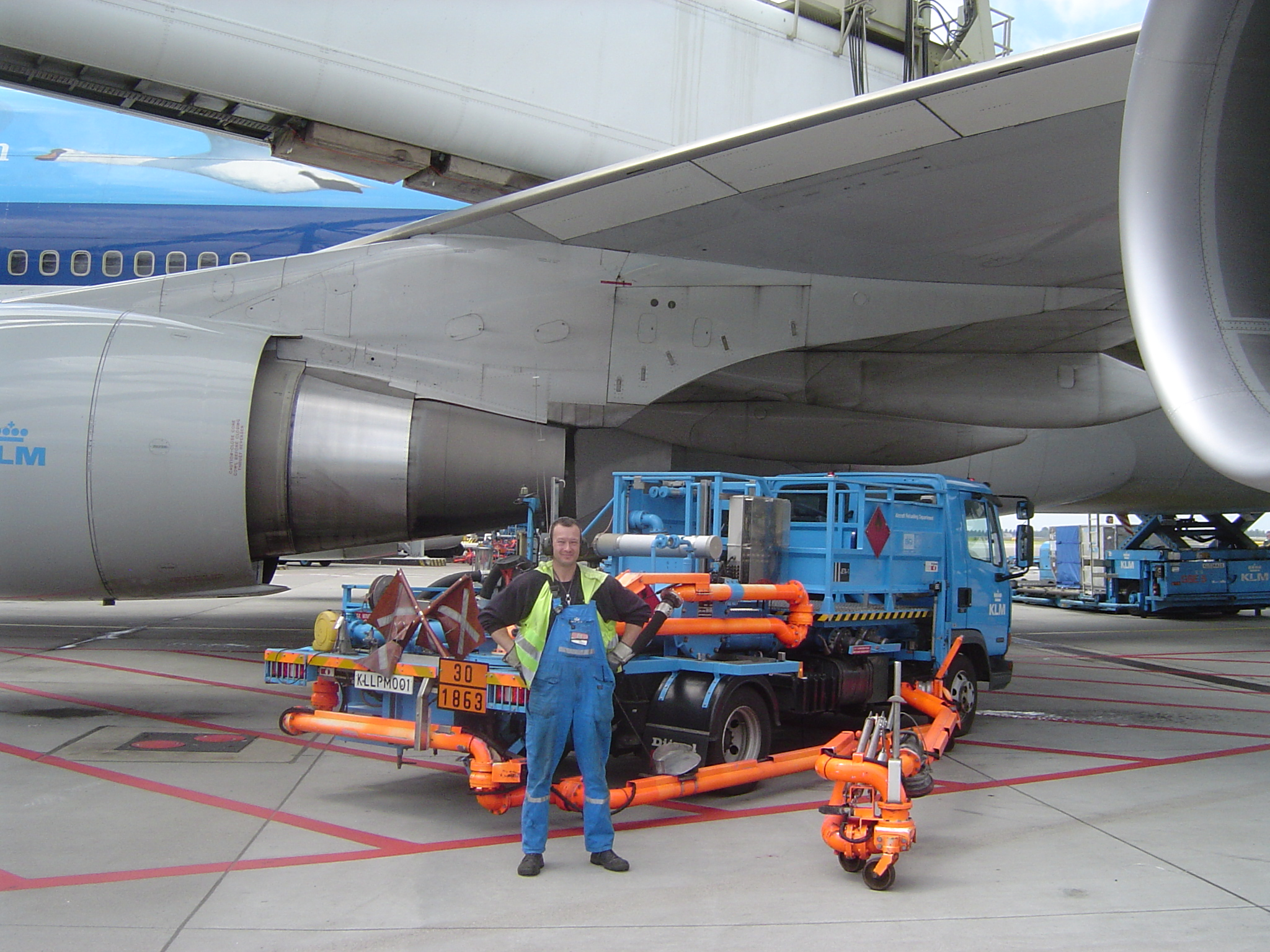
Tankwagen (im Wesentlichen ohne Tank) am Flughafen Schiphol in Amsterdam. Getankt wird durch Anschluss an einen der im Boden liegenden Zapfpunkte.

Im Artikel 24 des Chicagoer Abkommens vom 7. Dezember 1944, auf dessen Basis die UN-Luftfahrtorganisation ICAO gegründet wurde, ist vereinbart, dass bei Flügen von einem Vertragsstaat in einen anderen das Kerosin, das sich schon an Bord gelandeter Flugzeuge befindet, nicht besteuert werden darf. Zur Betankung des Flugzeugs vor Abflug gibt es im Chicagoer Abkommen keine steuerliche Regelung. Damit sollten nach Beendigung des Zweiten Weltkriegs die Luftfahrt, der Wiederaufbau und die Weltwirtschaft gefördert werden. Über das Chicagoer Abkommen hinaus gibt es zahlreiche bilaterale Vereinbarungen, sogenannte Air Services Agreements, die weitergehende Vereinbarungen treffen, darunter häufig die Steuerfreiheit beim Auftanken eines Flugzeugs, das aus einem anderen Vertragsstaat gekommen ist.
Das Chicagoer Abkommen steht einer Kerosinsteuer auf innerstaatlichen Flügen und auf Betankung bei zwischenstaatlichen Flügen nicht entgegen. Auch die EG-Energiesteuerrichtlinie ermöglicht den Mitgliedstaaten die Aufhebung der Steuerbefreiung für innerstaatliche Flüge. Sie sieht in Artikel 14 (b) vor, dass die Mitgliedstaaten „Lieferungen von Energieerzeugnissen zur Verwendung als Kraftstoff für die Luftfahrt mit Ausnahme der privaten nichtgewerblichen Luftfahrt, von Steuern befreien“ und dass sie diese Steuerbefreiung „auf Lieferungen von Flugturbinenkraftstoff (KN-Code 2710 19 21) beschränken“ können. Im Erwägungsgrund 23. der Richtlinie heißt es hierzu: „Bestehende internationale Verpflichtungen sowie der Erhalt der Wettbewerbsfähigkeit von Unternehmen in der Gemeinschaft machen es ratsam, bestehende Steuerbefreiungen für Energieprodukte zur Verwendung in der Luft- und Schifffahrt — außer in der Luft- und Schifffahrt zu privaten Vergnügungszwecken — beizubehalten; die Mitgliedstaaten sollten die Möglichkeit haben, diese Steuerbefreiungen einzuschränken.“

### Deutschland: Keine Energiesteuer
Nach deutschem Energiesteuergesetz 2006 sind Kerosin (Jet A-1) – wie auch Flugbenzin (AvGas) – zur gewerbsmäßigen Beförderung von Personen oder Sachen durch Luftfahrtunternehmen energiesteuerfrei. Laut Wissenschaftlichem Dienst des Bundestags ist eine Kerosinsteuer auf innerstaatliche Flüge möglich. Kerosin für Flüge zwischen Deutschland und anderen EU-Ländern könnte besteuert werden, wenn zwischen den jeweiligen Mitgliedsstaaten bilaterale Abkommen abgeschlossen werden, die eine solche Steuererhebung ermöglichen. Laut der Bundesregierung wäre im Falle einer rein nationalen Kerosinsteuer die korrekte Zuordnung der Betankung zu den jeweiligen innerstaatlichen Flügen allerdings mit erheblichen technischen und verwaltungsmäßigen Schwierigkeiten verbunden, da ein großer Teil des im innerdeutschen Luftverkehr verwendeten Fluggeräts auch grenzüberschreitend eingesetzt werde.
Die seit 2011 in Deutschland erhobene Luftverkehrsteuer knüpft vor allem an den Rechtsvorgang der Flugbuchung an, ihre Höhe ist aber nach Flugstrecke gestaffelt und somit indirekt auch mit dem Kerosinverbrauch verbunden. Ihre Einführung wurde unter anderem damit begründet, dass für die gewerbliche Luftfahrt eine verbrauchsorientierte Energiesteuer und damit der „Anreiz zum energiesparenden Einsatz von Kraftstoffen“ fehlt. Der Gesetzgeber rechnete 2011 kurzfristig nicht mit der Einführung einer internationalen Kerosinsteuer. Die Belastung des deutschen Luftverkehrs aus der Luftverkehrsteuer ist begrenzt: Übersteigt sie 2,33 Mrd. Euro, werden die Steuersätze verringert.

### Österreich: Weder Mineralölsteuer noch Mehrwertsteuer auf Kerosin
Vorbetrachtung: In Österreich getanktes Flugbenzin (AvGas 100LL, Vergasertreibstoff für Kolbenmotore) wird mit Mineralölsteuer und Mehrwertsteuer beaufschlagt. Mit unterschiedlichen Mineralölsteuersätzen werden auch Kfz-Treibstoffe, also Diesel und (Super-)Benzin mit Mineralölsteuer und Mehrwertsteuer beaufschlagt. Der Mineralölsteuersatz (je Liter) auf Benzin ist am höchsten, auf Diesel etwas geringer (obwohl seine Dichte, sein Kohlenstoff- und damit Energiegehalt deutlich höher liegt) und auf Heizöl EL, das dem Diesel ähnelt, sogar viel geringer, weshalb Heizöl rot eingefärbt wird und seine Verwendung im Kfz rechtswidrig ist.
Der weit überwiegende Anteil des getankten Flugtreibstoffs ist Kerosin (Jet A1, Turbinentreibstoff). Für das Tanken von Kerosin für internationale Flüge ist weder eine Mineralölsteuer noch Mehrwertsteuer oder eine sonstige Energiesteuer zu entrichten. Nach einer Steigerung von etwa 12 % gegenüber dem Vorjahr wurde 2018 gut 1 Milliarde Liter Kerosin in Österreich getankt – überwiegend für internationale Flüge. Das entspricht einem Verbrauch von etwa 120 Liter Kerosin pro Kopf und Jahr. Basierend auf der Mineralölsteuer auf Eurosuper sei der Luftverkehr im Jahr 2018 mit 490 Millionen € steuerlich gefördert worden. Laut einer Umfrage des Instituts Unique Research mit Stand Juli 2019 befürworteten 73 % der Befragten in Österreich die Einführung einer Kerosinsteuer.

### Europa: Nur Norwegen erhebt Kerosinsteuer auf kommerzielle Inlandsflüge
In Europa erhebt nur Norwegen eine Kerosinsteuer auf gewerbliche Inlandsflüge (Stand August 2019). Die Niederlande haben eine solche 2012 aufgrund von „Komplikationen bei der Implementierung und einer geringen Ausbeute“ wieder abgeschafft. In allen anderen Ländern Europas ist (mit Stand 2018) der Kerosinverbrauch in der gewerblichen Luftfahrt steuerfrei.

## Kontroverse um die Steuerbefreiung von Kerosin
Befürworter einer Kerosinbesteuerung weisen nicht nur auf die globale Erwärmung durch den Kohlenstoffdioxid-Ausstoß hin, sondern auch auf andere negativen Umweltauswirkungen des Luftverkehrs, darunter Luftfahrtemissionen wie Stickoxid, Feinstaub, Wasserdampf und Kondensstreifenbildung. Da die Abgase in großer Höhe ausgestoßen würden, seien die Auswirkungen gravierend. Diese weiteren Schadstoffe erhöhten den Schaden, den der Luftverkehr in der Atmosphäre anrichtet, um den Faktor zwei bis vier, wie die Organisation atmosfair berechnet hat.
Die Einführung einer staatlichen Abgabe auf Turbinenkraftstoff wird von Umweltschutz- und Verkehrsverbänden und europäischen Schienenverkehrsunternehmen entweder auf nationaler oder europäischer Ebene mit dem Verweis auf eine verbesserte Wettbewerbsgerechtigkeit zwischen den Verkehrsträgern und eine konsequente Einpreisung von Umweltexternalitäten in die Tarife des Flugverkehrs gefordert. Umweltorganisationen wie der Verkehrsclub Deutschland sehen in einer Ticketsteuer einen Schritt in die richtige Richtung zur Beseitigung der erheblichen Wettbewerbsverzerrungen, Ziel müsse aber weiterhin die Besteuerung von Kerosin sein.  Laut Greenpeace wird der Flugverkehr in der Schweiz mit jährlich 1,7 Milliarden Franken subventioniert, da bei Fluggesellschaften auf die Mineralölsteuer verzichtet wird.
Der Bundesverband der Deutschen Luftverkehrswirtschaft (BDL) befürchtet hingegen bei einer Kerosinbesteuerung in Deutschland eine potentielle Wettbewerbsverzerrung, es könnte – insbesondere beim Umsteigeverkehr – zu Verlagerungen zu Airlines und Drehkreuzflughäfen in geringer besteuerten Ländern kommen. Er verweist zudem auf andere Regularien zum Klimaschutz im Luftverkehr: den EU-Emissionshandel, an dem der innereuropäische Luftverkehr seit 2012 teilnimmt, die deutsche Luftverkehrsteuer und das von der ICAO initiierte CORSIA-Programm (Carbon Offsetting and Reduction Scheme for International Aviation), ein Klimakompensations-Mechanismus auf internationaler Ebene, der 2021 mit einer Pilotphase beginnen soll. Nach Auffassung des BDL wachse der europäische Luftverkehr „CO2-neutral“.
Das deutsche Umweltbundesamt betont, dass eine fehlende Kerosinbesteuerung Anreize für Fluggesellschaften verringere, verbrauchsärmere Flugzeuge einzusetzen. Aus diesem Grund stuft die Behörde die fehlende Kerosinsteuer als umweltschädliche Subvention ein, die sich im Jahr 2018 in Deutschland – bezogen auf das gesamte im Inland abgesetzte Kerosin für den gewerblichen Luftverkehr – auf 8,357 Milliarden Euro belaufen habe. Diese Summe entspreche dem Steuerausfall aufgrund der Befreiung des zivilen Luftverkehrs von der Energiesteuer. Laut Subventionsbericht der Bundesregierung, der nur den Treibstoffverbrauch für den inländischen Luftverkehr berücksichtige, beliefen sich die Steuermindereinnahmen auf 584 Mio. € im Jahr 2018. Eine Kerosinsteuer, die fiskalischen Zwecken diene, solle zusätzlich zur Einbeziehung des Luftverkehrs in den EU-Emissionshandel erfolgen, denn letzterer diene der Internalisierung der Klimaschäden. Zudem solle auch der Ökosteueranteil auf Kerosin erhoben werden, um die Umweltschäden zu erfassen, die nicht durch den Emissionshandel abgedeckt werden.

## Bestrebungen zur Einführung einer Kerosinbesteuerung

### EU: Europäische Bürgerinitiative zur „Abschaffung der Steuerbefreiung für Flugtreibstoff“
Vom 10. Mai 2019 bis zum 10. Mai 2021 lief eine Europäische Bürgerinitiative mit dem Ziel, die existierende Steuerbefreiung auf Kerosin zu beenden. Um erfolgreich zu sein, muss eine Europäische Bürgerinitiative insgesamt eine Million Unterstützungsbekundungen erhalten, davon in mindestens sieben Ländern jeweils eine Mindestanzahl. Insgesamt stimmten 75.301 EU-Bürger für die Petition. In keinem der Mitgliedsländer wurde das erforderliche Mindest-Quorum erreicht. In Deutschland waren bei Beendigung 38,46 % der erforderlichen Stimmen erreicht, in Österreich 32,13 %.

### EU-institutionelle Bemühungen

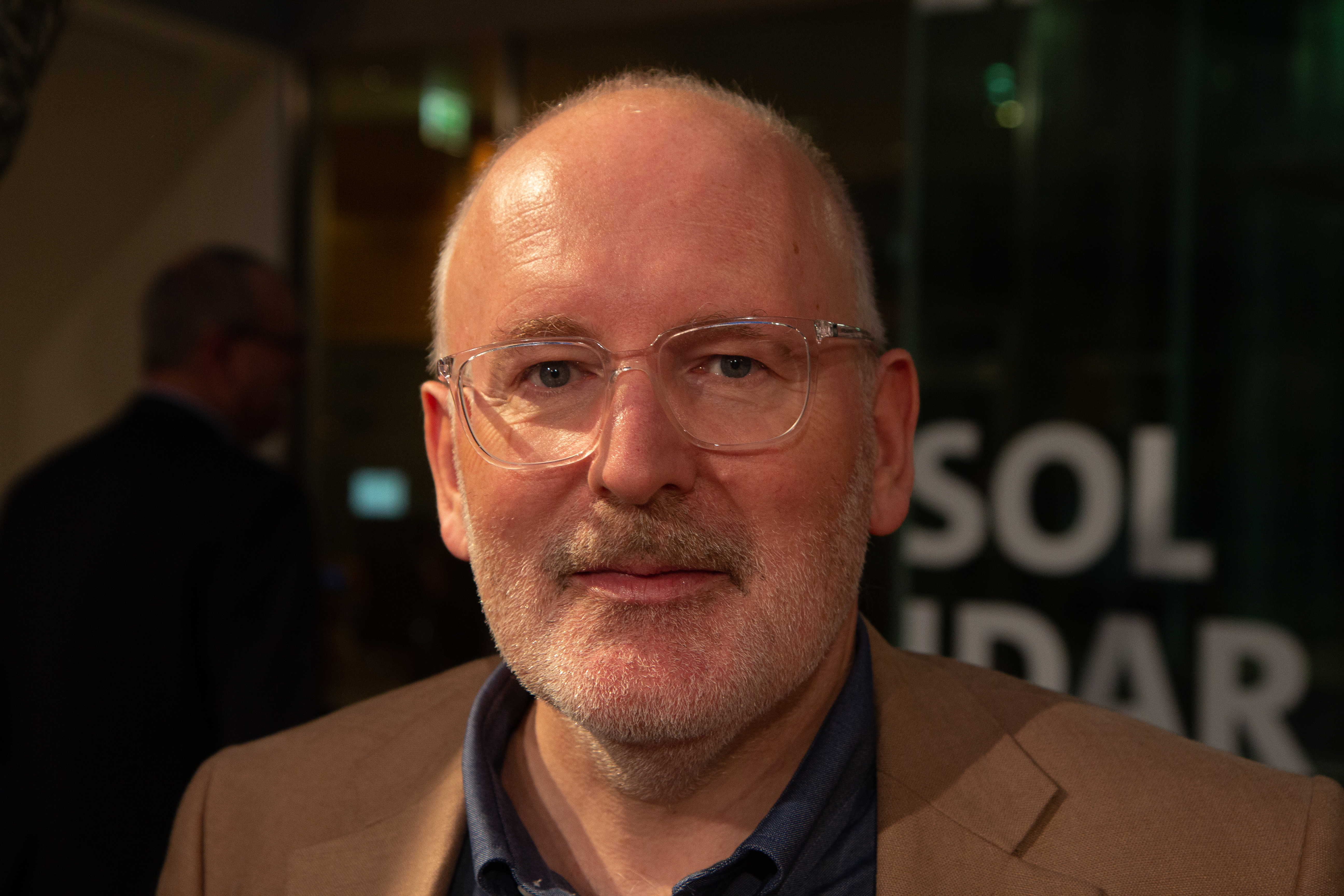
Timmermans: „Ich persönlich bin ein Befürworter einer Kerosinsteuer.“

Die französische Regierung wollte beim Treffen der EU-Verkehrsminister am 6. Juni 2019 in Luxemburg eine europaweite Flugsteuer vorschlagen. Diese Steuer könnte auf Flugtickets und Kerosin aufgeschlagen oder durch Änderungen beim EU-Emissionshandel erhoben werden. Da eine auf den EU-Raum beschränkte Besteuerung die Wettbewerbsfähigkeit der europäischen Airlines gefährde, wurde der Vorschlag jedoch abgelehnt. Fluggesellschaften aus Drittstaaten könnten umso mehr mit billigen Tickets in den Markt drängen und so zugleich die Anstrengungen in Sachen Klimaschutz unterlaufen. Letzten Endes müsse eine Kerosinsteuer global diskutiert werden, das Thema werde aber „auf der Agenda bleiben“.
Im November 2019 legten die Finanzminister von Belgien, Bulgarien, Dänemark, Frankreich, Deutschland, Italien, Luxemburg, den Niederlanden und Schweden eine gemeinsame Erklärung vor, in der sie die Europäische Kommission, insbesondere den Europäischen Kommissar für Klimaschutz Frans Timmermans, aufforderten, eine Debatte über die Preisgestaltung in der Luftfahrt, z. B. in Form von EU-weiten Luftverkehrssteuern oder ähnlichen Maßnahmen, voranzutreiben. Sie begründeten dies damit, dass der Luftverkehr, obschon er Menschen verbinde und wichtig für das Wirtschaftswachstum sei, für ungefähr 2,5 % der globalen CO2-Emissionen verantwortlich sei. Gleichzeitig betonten sie dabei, dass eine Koordination auf EU-Ebene am effektivsten sei, um einheitliche Wettbewerbsbedingungen zu gewährleisten.